# Jiří Vábr
Jiří Vábr (* 16. března 1943 Vysoké Mýto) je český komunistický politik a 2. generální tajemník obnovené KSČ.
Jiří Vábr se narodil 16. března 1943 ve Vysokém Mýtě. Je veden v dokumentech StB jako důvěrník čísla 29685 s krycím názvem Jiří, přičemž svazek byl zaveden 19. května 1978 a zničen 5. prosince 1989. V devadesátých letech zajišťoval publikační a propagační činnost Lidové unie národní a sociální záchrany (LUNSZ).
Na sedmém sjezdu KSČ (který strana označuje jako „XXIII. řádný sjezd KSČ“) byl 29. listopadu 2014 zvolen generálním tajemníkem ÚV KSČ, a to jako náhrada za zesnulého Miroslava Štěpána.